# 娜塔莉娅·柯斯
娜塔莉娅·娜奥米·柯莉-费舍（英語：Natalia Noemi Keery-Fisher，1986年8月15日—），以艺名泰狄·辛克莱尔（Teddy Sinclair）或者娜塔莉娅·柯斯（Natalia Kills）为人所知。 她是一个英国歌手与演员。在2008年经理制作人 will.i.am 把她签到了Interscope Records旗下的will.i.am Music Group厂牌。
作为娜塔莉娅·柯斯，辛克莱尔在2011年发行了自己的首张专辑《完美主义者》和2013年9月的《麻烦》。她在2014年嫁给了自己的男朋友Willy Moon, 后者也是同一厂牌的歌手。在2015年这对夫妇在新西兰版本的X音素第二季中充当评委，但是在节目的第一次直播秀之后由于他们对选手的犀利评论被广播TV3认为是不可接受的而被解雇。从2015年7月开始她以自己的新艺名泰狄·辛克莱尔表演。 在2016年，她与自己的丈夫组成了乐队Cruel Youth, 他们的第一首歌，"Mr. Watson",于2月发行于Soundcloud，第二首单曲"Diamond Days"发行于4月。

## 生活与事业

### 1986–2010: 早期生活与职业起步
辛克莱尔原名叫娜塔莉娅·娜奥米·柯莉-费舍，出生于西约克郡的布拉德福德。父亲是一名非洲-牙买加裔的英国人，母亲是乌拉圭人， 她加入了布拉德福德女子语法学校。幼年时她随家庭离开了布拉德福德，并且她的早期岁月里一直在英格兰，牙买加与西班牙之间辗转。
她在14岁时离家出走并把自己的注意转移到了演艺之外。 她把自己的青少年时代形容为“堕落” ，且声称自己曾尝试和前男友在他家时纵火。她经常陷入法律上的麻烦并且间歇性的显示出自杀倾向。 她也曾经与邪教有过短期联系。
她的表演处女作是在《新声》(New Voices)里。她在情景喜剧《全关于我》(all about me)中扮演一个常规角色Sima, 在BBC的广播剧《弓箭手》(The Archers)中扮演Amy Franks。她从14岁开始写歌。 在2003年完成《弓箭手》 拍摄之后，她开始追寻自己的音乐事业并且在同年因为赢得了BBC广播一台在利兹市举办的饶舌比赛，作为“甜心饶舌者”而取得突破。 她随后与英国历险唱片公司签下合约并在2005年2月以Verbalicious的名字发行了自己的首张单曲“Don't Play Nice”。她在接受《W》采访时说自己童年的小名是母亲取的Verbal（意：语言的）因为她多话且经常唱歌。在职业生涯的有些时候她用了这个小名的变体作为艺名。
2007年在她为电影作曲的过程中， 她在MySpace发表了自己化名为Natalia Cappuccini创作的歌曲 Womannequin 样本。这个单曲在网站上被试听了200万次，并且她在未被签约艺人名单中登顶。  在这段时间内，她又使用Verse的名字与法国艺人M. Pokora 一起创作并演唱了"They Talk Shit About Me", 在那时她在巴黎遇见了Guillaume Doubet， 后者在后来导演了她的许多音乐录影带作品。 2008年柯斯搬到了洛杉矶，她没有钱也找不到地方居住，柯斯“在汽车旅馆外住，在街上游走，寻找任何能让我能在录音棚里待几个小时的人一起合作”。她也提到自己做过不光彩的事情：“我当时只想生存下来，太稚嫩而浅薄。” 在洛杉矶的日子里，一个在听到她的歌曲样本并了解到她并没有任何合约把她介绍给了 will.i.am 在2009年1月， will.i.am把她签到了自己旗下(will.i.am Music Group)。她2011在年接受《告示牌》杂志采访时说： “我们之间产生了许多创作的化学反应。”

### 2010–14:《完美主义者》，《麻烦》与婚姻
柯斯的艺名Natalia Kills从感叹语“you killed it!”当中来，她的唱片公司将她之前的名字“Natalia Cappuccini”形容为“无法描述的”。  2011年4月柯斯在德国发行了自己的第一张专辑《完美主义者》，随后又发行了单曲《镜子》，并登上了德国榜单的前10位。柯斯认为这是一张概念专辑，因为每人都是完美主义者。 这张专辑伴有4个单曲，分别是 "Mirrors", "Wonderland", "Free" 和 "Kill My Boyfriend"。在2010年和2011年期间柯斯为 Kelis, Robyn, Kesha, Katy Perry 和 Black Eyed Peas 展开了巡回演出。 《完美主义者》里面的两首歌：与will.i.am合作的"Free"和"Mirrors"到达了欧洲榜的前十名并且销售超过750,000。 科斯也为笑本部的单 "Champagne Showers," 和 Junior Caldera的单曲 "Lights Out (Go Crazy)"献声。
2012年9月14日，柯斯发布了自己的“Controversy”音乐录影带并开始自己第二张专辑《麻烦》的宣传。这张专辑着重在讲述自己充满麻烦的童年。 柯斯参加了2013年MTV音乐录像带大奖之后的派对, 派对在2013年8月25日纽约布鲁克林举行，她在那里表演了几首《麻烦》里面的歌曲。两天以后，“Outta Time”作为专辑的第二首主打歌免费发行，与专辑在美国的发行响应。  《麻烦》在2013年9月3日在美国和加拿大作为数位音乐下载正式发行。
2014年4月10日，时尚编辑Alex Catarinella正式向 BlackBook 杂志宣布柯斯已与 Willy Moon 订婚，婚礼将于5月23日在纽约举行。 在接受新西兰时尚杂志《Black》采访时，她说自己已经于Moon同居，自己也一直在录制歌曲。 2014年5月31日，她受邀出席慈善活动“生命舞会”，活动在奥地利的维也纳举行， 她在那里进行了现场表演宣布活动的开始，并举办了演唱会。在6月29日，她参加了明尼阿波利斯同性恋自豪日的活动， 她装扮成新娘出现在舞台上。在2014年10月中旬，她接受《Paper》杂志的采访，确认了未来新的发行。

### 2015–现在:X音素, 合作 和残酷青春
柯斯和丈夫威利·穆恩当时在新西兰《X音素》第二季担任评委。他们各自在男孩与群体分组中担任导师。在第一场直播秀当中，他们针对选手Joe Irvine给出了尖锐的评论。 柯斯描述Irvine为一个分身，因为她声称Irvine抄袭了丈夫穆恩的发型与穿着，认为他是一个“笑柄”，公然地“粗俗”与“恶心”。 而穆恩则把Irvine与虚构杀手  Norman Bates相比。 这些评论导致了社交网络中广泛的谴责，包括将柯斯从节目中开除的提议，并且在24小时内收到了7万条赞成的签名。 节目的赞助商，经销权拥有者和评委Melanie Blatt 和 Stan Walker 也对这起事件表示了不赞成，穆恩和柯斯夫妇在事发的第二天被双双开除。 柯斯之后被前澳大利亚版X音素的评委 Natalie Bassingthwaighte代替，穆恩被 Shelton Woolright替代。
离开X音素之后，媒体披露柯斯在节目之前已经被自己的厂牌樱桃树唱片解约 柯斯也通过《公告牌》宣布自己不再是樱桃树的一员，但自己还是在Interscope唱片旗下。
她与麦当娜合作帮助制作专辑《叛逆之心》，合作创作了单曲"Holy Water"。
在2015年,辛克莱尔在专辑《麻烦》中的歌曲"Problem"被《完美音调2》作为电影原声带并在整张专辑中成为最热门   因此获得了一个全美音乐奖。
辛克莱尔在蕾哈娜第八张专辑Anti中与她合作写下了单曲“Kiss It Better”。 
2016年上半年，辛克莱尔与穆恩（她丈夫）组成了乐队“残酷青春”。他们的首支歌曲“Mr.Watson”在2月在Soundcloud平台上发行，之后又在4月发行了"Diamond Days"，同样也在ITunes上发售。

## 风格与影响
柯斯提到过凯特·布什和艾拉妮丝·莫莉塞特对自己的音乐产生了最大的影响，形容她们为“写出自己真实观点和经验的”感性的艺术家。 她也说格温·史蒂芬妮给她音乐上和造型上的灵感，也是自己的“英雄”。 还有Prince, Vanity 6, 和弗雷迪·默丘里也在现场表演上激发自己。  柯斯在寻找灵感时会注重忏悔与大胆为一体的音乐，她透露说：“我听音乐不是为了放手，而是为了沉迷”，举出洞穴乐队，玛丽莲·曼森和Eminem是伴随她成长的最爱的艺术家和乐队。 根据AllMusic的Jon O'Brien所说，柯斯逐渐开始创作包“Lady Gaga式的戏剧性流行舞曲、40年代的黑色电影、和流行尖端的电子幽暗” 。 她还说自己非常喜欢流行音乐，尤其是唤起当代“新纪元”的歌手比如阿黛尔，拉娜·德·雷，玛琳娜和钻石， Ivy Levan 和 Lorde.

柯斯谈到她也被自己的经历影响着。创作灵感有时也来自电影。她在接受MKR杂志采访时说：
我是斯坦利·库布里克，塔伦蒂诺，加斯帕·诺的疯狂粉丝。我喜欢所有美丽同时又可怕的所有事物。我绝对从其中产生出了灵感。我自己不常听音乐但我非常爱音乐。

## 音乐专辑
- 完美主义者 (2011)
- 麻烦 (2013)

## 演艺作品
| 年代 | 标题           | 角色   | 备注          |
| ---- | -------------- | ------ | ------------- |
| 2010 | Love, Kills xx | 她自己 | 网络剧; 10 集 |